# بهادر عبدالله‌اف
بهادر عبدالله‌اف دیپلمات ازبکستانی و سفیر کنونی ازبکستان در ایران است. او در ۵ آبان ۱۳۹۴ استوارنامهٔ خود را تقدیم حسن روحانی کرد.

## بن مایه
1. ↑  «سفیر ازبکستان از توانمندی‌های اقتصادی استان مازندران بازدید می‌کند». تسنیم.
2. ↑  «تقدیم استوارنامه‌ سفیر جدید ازبکستان به رئیس جمهور». آوا دیپلماتیک.